# '96 Drum 'n' Bass Classixxx
Albums de Bogdan Raczynski
MyLoveILove
(2001) I Will Eat Your Children Too!
(maxi)
(2003)
'96 Drum 'n' Bass Classixxx est le cinquième album de Bogdan Raczynski sorti en 2002 chez Rephlex Records,. Cet album n'existe qu'en vinyles et est limité à 300 copies. Il était d'abord vendu sous pré-commande sur le site bogdanraczynski.com avec, comme offre, le vinyle (7") de deux titres remixés Untitled.
Bogdan Raczynski a inventé des noms différents d'artiste de old school pour chaque morceau, afin de donner l'impression d'une compilation de style old school ou drum and bass. Certains des noms ressemblent à ceux de populaires producteurs de old school, tels que DJ Red Alert & Mike Slammer et 4-Hero.
On retrouve aussi cinq morceaux de cet album dans l'album-compilation, 'Renegade Platinum Mega Dance Attack Party: Don The Plates. 

## Liste des morceaux
Toutes les chansons sont écrites et composées par Bogdan Raczynski, les différents noms affichés étant inventés par l'auteur.
| No  | Titre                              | Auteur                         | Durée |
| --- | ---------------------------------- | ------------------------------ | ----- |
| A1. | Reach for Your Lives               | MC Slammah & Digital Hooliganz | 4:19  |
| A2. | Battle Zone 1996                   | Suburban Fox                   | 4:47  |
| A3. | Trip to the Boom                   | Abdullah K                     | 5:02  |
| B1. | '96 'Ardkore Canin'                | Re-Start                       | 5:17  |
| C1. | On the Case                        | DJ Whisky                      | 5:05  |
| C2. | Pouch Fulla Seed (Hard on You Mix) | Kingsland Kru                  | 2:46  |
| C3. | Cyclops                            | King Herod                     | 4:31  |
| C4. | Solid Hold on Me Solid Gold        | Ronny Rinkles                  | 1:46  |
| D1. | D&D Diabolical                     | 4-Cillinda                     | 3:54  |
| D2. | Governor's Banquet                 | The Optomotorist               | 2:39  |
| D3. | Put Em Up Sharif                   | Senator Steele                 | 1:56  |
| D4. | 5L45H! 4TT4CK! 3NT3R K3Y!          | Agent 30                       | 5:42  |